# Шампањи
Шампањи (фр. Champagny) насеље је и општина у источном делу централне Француске у региону Бургоња, у департману Златна обала која припада префектури Дижон.
По подацима из 2011. године у општини је живело 33 становника, а густина насељености је износила 4,63 становника/km². Општина се простире на површини од 7,12 km². Налази се на средњој надморској висини од 523 метара (максималној 545 m, а минималној 424 m).

## Демографија
| 1962. | 1968. | 1975. | 1982. | 1990. | 1999. | 2011. |
| ----- | ----- | ----- | ----- | ----- | ----- | ----- |
| 40    | 33    | 37    | 28    | 32    | 27    | 33    |

График промене броја становника у току последњих година